# Ally Walker
Allene Damian „Ally” Walker (ur. 25 sierpnia 1961 w Tullahoma) – amerykańska aktorka.
Odtwórczyni roli doktor Samanthy „Sam” Waters w serialu kryminalnym NBC Portret zabójcy (1996–1999), za którą w 1998 była nominowana do Nagrody Saturna w kategorii najlepsza aktorka telewizyjna i Nagrody Satelity.

## Wczesne lata
Urodziła się w Tullahoma w Tennessee jako córka Louhannah (z domu Mann), prawniczki, i Jamesa Josepha Walkera, fizyka. Dorastała w Santa Fe w Nowym Meksyku, gdzie jej ojciec pracował w Los Alamos National Laboratory. Studiowała na Uniwersytecie Kalifornijskim w Santa Cruz, gdzie w 1983 uzyskała dyplom z biochemii. Podczas semestru w Richmond College of Arts w Londynie w Wielkiej Brytanii odkryła zainteresowanie aktorstwem. Pierwotnie zamierzała zostać naukowcem i po ukończeniu studiów przez pewien czas pracowała jako asystentka w laboratorium inżynierii genetycznej w San Francisco, ale potem sprzedała cały swój majątek, wyjechała do Australii, surfowała i pracowała na różnych stanowiskach, zanim wróciła do Los Angeles. Rozważała pójście do szkoły medycznej, zanim podjęła pracę jako modelka i dostała role w reklamach, w tym w „Nice & Easy Girl” Clairola.

## Kariera
Jej kariera aktorska rozpoczęła się, gdy obsadzono ją w dramacie sensacyjnym Ruckus (1980) z Dirkiem Benedictem i komediodramacie Aloha Summer (1988) z udziałem Tii Carrere, ale jej scena została wycięta z ostatecznej wersji. Od 7 stycznia do 31 października 1988 wystąpowała w 94. odcinkach opery mydlanej NBC Santa Barbara jako Andrea Bedford, która okazała się w rzeczywistości tajnym agentem badającym tajemniczego „Foxa”, który zabił jej ojca; jej misja dobiegła końca, gdy dowiedziała się, że „Fox” to tak naprawdę pielęgniarka Kathleen McDougall (w tej roli DeAnna Robbins). W telewizyjnej komedii romantycznej NBC Bikini (Swimsuit, 1989) z Catherine Oxenberg pojawiła się jako Romella Loopesko. Od 3 grudnia 1989 do 16 lutego 1990 grała postać oficer Jessica Haley w serialu sensacyjno–kryminalnym NBC Zawód policjant (True Blue).
Można ją było także dostrzec w sensacyjnym dramacie muzycznym Wściekły kickboxer (Ragin’ Cajun, 1990) w roli Kati u boku Davida Heavenera, dreszczowcu romantycznym Cisza przed burzą (Eye of the Storm, 1991) w roli zabójczej dziewczyny z Larą Flynn Boyle i telewizyjnym dramacie kryminalnym NBC Perry Mason: Fatalna moda (Perry Mason: The Case of the Fatal Fashion, 1991) jako Julia Collier z Raymondem Burrem w roli detektywa Perry’ego Masona. Od 15 września do 1 grudnia 1993 występowała jako Gwen Cross, która ucieka z własnego ślubu, a do jej odnalezienia zostaje wynajęty prywatny detektyw Walter Tatum (Billy Campbell) w serialu ABC Księżyc nad Miami (Moon Over Miami).
W 1993 zagrała rolę Trishy w produkcji off-broadwayowskiej Pięć kobiet noszących tę samą sukienkę autorstwa Alana Balla z Thomasem Gibsonem. W 2009 powróciła na scenę off-Broadwayu w spektaklu Love, Loss, and What I Wore Nory i Delii Ephron z Tyne Daly.
W 2015 zadebiutowała jako reżyserka i scenarzystka komediodramatu Sex, Death and Bowling z Adrianem Grenierem.

## Życie prywatne
12 listopada 1985 zawarła związek małżeński z Craigie Sextonem, z którym się rozwiodła. 14 czerwca 1997 wyszła za mąż za producenta telewizyjnego Johna Landgrafa, z którym ma trzech synów: Johna (ur. 7 sierpnia 1997), Williama (ur. 2002) i Caleba (ur. 2005).

## Filmografia

### Filmy
- 1992: Samotnicy jako Pam
- 1992: Uniwersalny żołnierz jako Veronica Roberts
- 1993: Dłonie jako Audrey MacLeah
- 1995: Ja cię kocham, a ty śpisz jako Ashley Bartlett Bacon
- 1996: Czarodziej Kazaam jako Alice Connor
- 1996: Usłane różami jako Wendy
- 1999: Happy, Texas jako Josephine McClintock
- 2009: Wonderful World jako Eliza

### Seriale
- 1988: Santa Barbara jako Andrea Bedford
- 1989–1990: Zawód policjant jako oficer Jessica Haley
- 1990: Matlock jako Renee Williams
- 1991: Prawnicy z Miasta Aniołów jako Christina Shepherd
- 1991: Opowieści z krypty jako Elaine Tillman
- 1991: Gliniarz i prokurator jako Josie
- 1996: Skrzydła jako Melissa Williams
- 1996–1999: Portret zabójcy jako dr Samantha Waters
- 1999: Kameleon jako dr Samantha Waters
- 2005: Uśpiona komórka jako Lynn Ellen Emerson
- 2006: Ostry dyżur jako Fran Bevens
- 2006: The Shield: Świat glin jako Tori Burke
- 2007: Amerykański tata jako Melinda (głos)
- 2007: Powiedz, że mnie kochasz jako Katie
- 2008: Orły z Bostonu jako adwokat Phoebe Prentice
- 2008: Prawo i porządek jako Gretchen Steel
- 2009: CSI: Kryminalne zagadki Las Vegas jako Rita Nettles
- 2009: Southland jako dr Merrill Matthews
- 2008–2010: Synowie Anarchii jako agentka June Stahl
- 2010: Prawo i porządek: sekcja specjalna jako dr Stanton
- 2014: Taxi Brooklyn jako Frankie Sullivan
- 2015–2016: Longmire jako dr Donna Monaghan
- 2016–2018: Colony jako Helena Goldwin
- 2017–2018: Agenci paranormalni jako kpt. Ava Lafrey